# Douzain
Pour l’article ayant un titre homophone, voir Douzain (monnaie).
Un douzain est une strophe de douze vers, tandis qu'une strophe de six vers s'appelle un sixain.

## Exemple
Mon enfant, ma sœur, 

Songe à la douceur 

D'aller là-bas vivre ensemble ! 

Aimer à loisir, 

Aimer et mourir 

Au pays qui te ressemble ! 

Les soleils mouillés 

De ces ciels brouillés 

Pour mon esprit ont les charmes 

Si mystérieux 

De tes traîtres yeux, 

Brillant à travers leurs larmes.
(Charles Baudelaire, L'Invitation au voyage)